# 20893 Rosymccloskey
20893 Rosymccloskey è un asteroide della fascia principale. Scoperto nel 2000, presenta un'orbita caratterizzata da un semiasse maggiore pari a 2,2493897 UA e da un'eccentricità di 0,1957172, inclinata di 4,88351° rispetto all'eclittica.